# Kurt Wiese
Kurt Wiese (22 de abril de 1887 - 27 de maio de 1974) foi um ilustrador alemão, que chegou a viver no Brasil antes de se mudar definitivamente para os Estados Unidos. Wiese escreveu e ilustrou 20 livros infantis e ilustrou outros 300 para outros autores.

## Biografia
Kurt Wiese nasceu em uma família evangélica em Minden, Alemanha. Ele aspirava ser artista, mas foi desencorajado por sua comunidade. 
Wiese viveu e viajou na China por seis anos vendendo mercadorias quando jovem. Com a eclosão da Primeira Guerra Mundial, ele foi capturado pelos japoneses e entregue aos britânicos. Ele passou cinco anos como prisioneiro, a maioria deles na Austrália, onde seu fascínio pela vida animal o inspirou a começar a desenhar novamente. Após sua libertação no final da guerra, Wiese voltou para a Alemanha, mas, devido à situação econômica do país, decidiu se mudar para o Brasil. Lá ele iniciou sua carreira de ilustração, mudando-se para os Estados Unidos em 1927..
Seu primeiro sucesso de crítica foi com as ilustrações de Bambi de Felix Salten em 1929. Em 1930 casou-se com Gertrude Hansen, com quem veio a morar em uma fazenda em Kingwood Township, Nova Jersey. Trabalhou com o mestre gravador alemão Theodore Cuno de Germantown, PA, para criar algumas de suas litografias.

## Prêmios
- Caldecott Honor Book Award em 1946 por You Can Write Chinese .
- Caldecott Honor Book Award em 1948 por Fish in the Air .
- Vencedor do prêmio Newbery, Young Fu do Alto Yangtze (ilustrador).

## Trabalhos selecionados
Editoras de Nova York, exceto conforme indicado.
- Bambi, A Life in the Woods, traduzido por Whittaker Chambers do alemão de 1923 por Felix Salten ( Simon & Schuster, 1929),  LCCN 29-5235
- Poodle-oodle of Doodle Farm, Lawton and Ruth Mackall, (Frederick A. Stokes, 1929), (Ilustrações de Kurt Wiese)
- O Cão de Florença, traduzido por Huntley Paterson do alemão de 1923 por Felix Salten (Simon & Schuster, 1930)
- Young Fu do Alto Yangtze, Elizabeth Foreman Lewis (Filadélfia, Chicago: John C. Winston Co., 1932)
- Silver Chief, Dog of the North, Jack O'Brien (Winston, 1933)
- The Story about Ping, Marjorie Flack (Viking Press, 1933)
- Farm Boy: A Hunt for Indian Treasure, Phil Stong ( Doubleday, Doran and Co., 1934)
- Ho-Ming - Garota da Nova China, Elizabeth Lewis (Winston, 1934)
- Honk, the Moose, Phil Stong ( Dodd, Mead and Co., 1935)
- Valiant, Dog Of The Timberline, Jack O'Brien (Grosset & Dunlap, 1935)
- All the Mowgli Stories, Rudyard Kipling (Kipling Collection, Library of Congress; Doubleday, Doran, 1936)
- Sheep, Archer B. Gilfillan (Boston: Little, Brown and Co., 1936)
- Buddy the Bear [Coward-McCann, Inc.] 1936
- Os Cinco Irmãos chineses, Claire Huchet Bishop (Coward-McCann, 1938)
- Yen-Foh A Chinese Boy, adaptado do chinês por Ethel J. Eldridge (Chicago: Albert Whitman & Co., 1939)
- Saranga The Pygmy de Attilio Gatti, Hodder e Stoughton, Londres, 1939 (Ilustrações de Kurt Wiese)
- Pecos Bill and Lightning, Leigh Peck (Boston: Houghton Mifflin Co., 1940)
- Com amor e ironia, Lin Yutang (John Day Company, 1940)
- O barqueiro, Claire Huchet Bishop (Coward-McCann, 1941)
- The Adventures of Monkey, adaptado da tradução resumida de 1942 por Arthur Waley do chinês de Wu Ch'eng-En (John Day, 1944)
- You Can Write Chinese, livro ilustrado criado por Wiese (Viking, 1945) - um livro de honra de Caldecott
- Vinte Mil Léguas Submarinas, Júlio Verne (Cleveland e Nova York: World Pub. Co., 1946) - uma edição do clássico de 1870
- Li Lun, Rapaz da Coragem, Carolyn Treffinger (Abingdon Press, 1947)
- Filha das Montanhas, Louise Rankin (Viking, 1948)
- Fish in the Air, livro ilustrado criado por Wiese (Viking, 1948) - um livro de honra de Caldecott
- The Fables of Aesop, Joseph Jacobs [1889] (Macmillan US, 1950) - uma edição das clássicas Fábulas de Esopo
- Feliz Páscoa, livro ilustrado criado por Wiese (Viking, 1952)
- Tudo sobre vulcões e terremotos, Frederick H. Pough (Random House, 1953)
- Lions in the Barn, Virginia Frances Voight (casa de férias, 1955)
- Pika and the Roses, Elizabeth Coatsworth (Pantheon Books, 1959)
- Vinte e dois ursos, Claire Huchet Bishop (Viking, 1964)
- The Truffle Pig, Claire Huchet Bishop (Coward, McCann & Geoghegan, 1971)